# Roscoe Sweeney
Roscoe Sweeney conosciuto con il soprannome di Il Sistematore (in originale The Fixer) è un criminale appartenente all'Universo Marvel, ideato da Stan Lee e Bill Everett nel 1964. È il primo nemico del supereroe urbano Daredevil il quale è rimasto orfano del padre a causa sua.

## Storia editoriale
Roscoe Sweeney appare per la prima volta nel primo albo della serie a fumetti Daredevil nell'aprile del 1964. Successivamente il personaggio è presente in diverse miniserie incentrate sulle origini dell'eroe di Hell's Kitchen Matt Murdock, all'interno delle quali vengono esplorati, approfonditi o rivelati diversi aspetti relativi ai fatti accaduti.

## Altri media
Film
Nel film della 20th Century Fox del 2003 diretto da Mark Steven Johnson, il personaggio di Sweeney è stato rinominato Edward Fallon ed interpretato da Mark Margolis.
Serie
Nella serie televisiva Netflix del 2015, Sweeney è interpretato dall'attore Kevin Nagle e compare in due puntate: Un improbabile alleato, la seconda della prima stagione, e Kinbaku, la quinta della seconda stagione.

## Titoli
- Daredevil
- Daredevil: L'uomo senza paura
- Daredevil: Giallo
- Battlin' Jack Murdock
- Daredevil Annual 2020